# Оройс
Оройс, Арас, Арзудзур (*I ст. до н. е.) — цар Кавказької Албанії. Ймовірно, є прототипом героя лезгинського героїчного епосу «Шарвілі».

## Життєпис
Вів свій родовід від напівміфічного вождя албанів — Алупа. Є першим відомим царем Кавказької Албанії. Можливо, саме Оройс разом з братом Нушабою брав участь в об'єднані албанів і сусідніх племен у царство, встановивши єдиновладдя після смерті Нушаби близько 80 року до н. е. Відомий насамперед боротьбою проти римлян. У 67 році до н. е. уклав союзи з Тиграном II, царем Великої Вірменії, та Артоком, царем Іберії.
У 66 році до н. е., переслідуючи Мітрідата VI, царя Понту, римський проконсул Гней Помпей Магн рушив на Кавказ і наприкінці року розташував військо на зимові квартири трьома таборами на річці Курі, в Албанії. Мабуть, спочатку вторгнення в Албанію не входило в його плани. Проте в середині грудня албанский цар Оройз переправився через Куру і несподівано атакував усі три табори, але був відбитий. Влітку 65 року до н. е. Помпей, зі свого боку, несподівано напав на Албанію і завдав поразки на річці Алазан албанському війську на чолі з Козісом. А втім, римлянам усе-таки не вдалося підкорити Кавказьку Албанію і вони змушені були 64 року до н. е. укласти мирний договір з Оройсом.
Останні згадки відносяться до кінця 60-х років до н. е. Йому спадкував брат Козіс.